# كليندامايسين
كليندامايسين أو كلِينْداميسين أو كلِنْدامَيسين أو كلندامايسين (بالإنجليزية: Clindamycin)‏ 
هو مُضادٌّ حيويٌّ يفيد في مُعالجة العَدْاوَى الجُرْثومِيَّة،* ومنها عداوى الأُذن الوسطى وعداوى المَفْصِل أو العَظْم والدَّاء الالْتِهابِيّ الحَوضِيّ والْتِهابُ البُلْعومِ بالعِقْدِيَّات وذاتُ الرِّئَة والْتِهابُ الشَّغاف وأُخرى. قد يكون مُفيدًا ضِدَّ بعض حالات العُنقوديات الذهبية مقاوِمَةُ الميثيسِيلين، وأيضًا يُمكن استعمالُه للعُدِّ الشَّائِع (حَبُّ الشَّبَاب) وبالمُشارَكة مع الكِينِين لعلاج المَلاَريا. يتوفَّر فَمَويًّا ووَريديًّا وبشكل كرِيْم لتطبيقه على الجِلْد أو في المَهْبِل.
من تَأثيراتِه الجَّانبيَّة الشَّائعة الغَثَيان والإسْهَال والطَّفَح والألم في مكان الحَقْن، ويَزيد بأربعة أَضعاف من خَطَر الْتِهاب القولون بالمِطَثِّيَّة العَسيرَة المُكْتَسَبَة مِنَ المُسْتَشْفَى؛ لهذا السَّبَب قد يُنصَح بمُضادَّات حيويَّة أُخرى بَدلًا عنه. يُعتَبَر آمنًا عمومًا في الحَمْل؛ فهو ضمن طائِفة اللِّينكوساميد ويعمل لمَنْع الجُرْثومة من صُنْع البروتين.
صُنِع لأوَّل مَرَّة في عام 1967م. وأُدرِجَ في قائمة الأدوية الأساسية النموذجية لمنظمة الصحة العالمية، الَّتي تحتوي أكثر الأدوية فاعليَّةً وأمانًا واللَّازِمة في نِظام الرِّعاية الصِّحيَّة. يتوفَّر كدواء جَنيس بثمنٍ غير مُرتَفِع؛ فثمنه في الدُّوَل النَّاميَة حوالي 0.06 إلى 0.12 دولار أمريكيّ للحَبَّة، وحوالي 2.70 دولار في الولايات المتحدة للجُرعة.

## التاريخ
في عام 1966 أُعلن لأول مرةٍ عن اصطناع الكليندامايسين بواسطة ماجرلين وبيركنماير وكاغان، وكان ذلك أثناءَ المؤتمرِ الخامس المشترك لمضادات الميكروبات والعلاج الكيميائي، وأصبح الكليندامايسين منتشراً في الأسواق منذ عام 1968.

## الاستعمالات الطبية
يُستعمل «كليندامايسين» في المقام الأوَّل لعلاج العَداوى اللَّاهوائيَّة الَّتي تُسبِّبها الجراثيم اللَّاهوائيَّة الحَسَّاسة، مثل العداوى السِنِّيَّة، وعداوى السَّبيل التَّنَفُّسيّ والجلد والنَّسيج الرَّخو والْتِهابُ الصِّفاق. ويمكن استعمالُه لعلاج العداوى الَّتي تسبِّبها الجراثيم الهوائيَّة الحَسَّاسة عند الأشخاص مُفرطي التَّحَسُّس تجاه البِنسلينات، وأيضًا لعلاج عداوى العَظْم والمَفْصِل خصوصًا تلك الَّتي تسبِّبها «العُنْقودِيَّةُ الذَّهَبِيَّة». يُمكن تطبيقه مَوضِعيًّا لعلاج حبّ الشَّباب الخفيف إلى متوسِّط الشِّدَّة.

### حب الشباب
تزيد مُشارَكة «كليندامايسين» مع «بيروكسيد البَنْزَويل» من فَعاليَّة مُعالجة العُدِّ (حَبُّ الشَّباب) أكثر ممَّا عليه الحال عند استعمال أحدهما وحده. وأيضًا تعدُّ مُشارَكة كليندامايسين مع «أَدَابالِين» أكثر فَعاليَّة للمُعالَجة من استخدام أيٍّ منهما وحده، لكن تبقى الآثار الضَّائِرَة لهذه المُشاركة أكثر حدوثًا وتواترًا.

### الجراثيم الحساسة
أكثر فَعاليَّته هي ضِدَّ العداوى النَّاجِمة عن الأنواع التَّالية من المُتَعَضِّيات:
- المُكَوَّرات الهوائيَّة إيجابيَّة الغرام، منها أعضاء جِنْسَي العُنْقودِيَّة والعِقْدِيَّة (مثل: المُكَوَّرَة الرِّئَوِيَّة)، باستثناء المكَوَّرَة المِعَوِيَّة.[32]
- الجراثيم سَلْبِيَّة الغرام اللَّاهوائيَّة عَصَويَّة الشَّكل، منها بعض أنواع العَصَوانِيَّة والمِغْزَلِيَّة وبريفُوتيلَّا، لكن تزداد المُقاوَمة في العَصَوانِيَّة الهَشَّة.

تُقاوِم مُعظَم الجراثيم الهوائيَّة سَلبيَّة الغرام (مثل: الزَّائِفَة والفَيلَقِيَّة والمُسْتَدْمِيَة النَّزْلِيَّة والمُوراكْسِيلَّة) الكليندامايسين، ونفس الأمر ينطبق على الأَمْعائِيَّات اللَّا هوائيَّة المُخَيَّرة. هناك استثناءٌ مَلحوظ هو سُخامِيَّة عَضَّة الكَلْب الَّتي يستعمل ضِدَّها الكليندامايسين كدواء مُختار وخط أوَّل للمُعالجة.
يُمَثَّل التَّالي بيانات حَساسيَّة التركيز المثبط الأدنى لمِمْراضات هامَّة طِبِّيًّا.
- «العُنْقودِيَّةُ الذَّهَبِيَّة»: 0.016 مكغ/مل - >256 مكغ/مل
- «العِقْدِيَّةُ الرِّئَوِيَّة»: 0.002 مكغ/مل - >256 مكغ/مل
- «العِقْدِيَّةُ المُقَيِّحَة»: <0.015 مكغ/مل - >64 مكغ/مل[36]

### اختبار-D

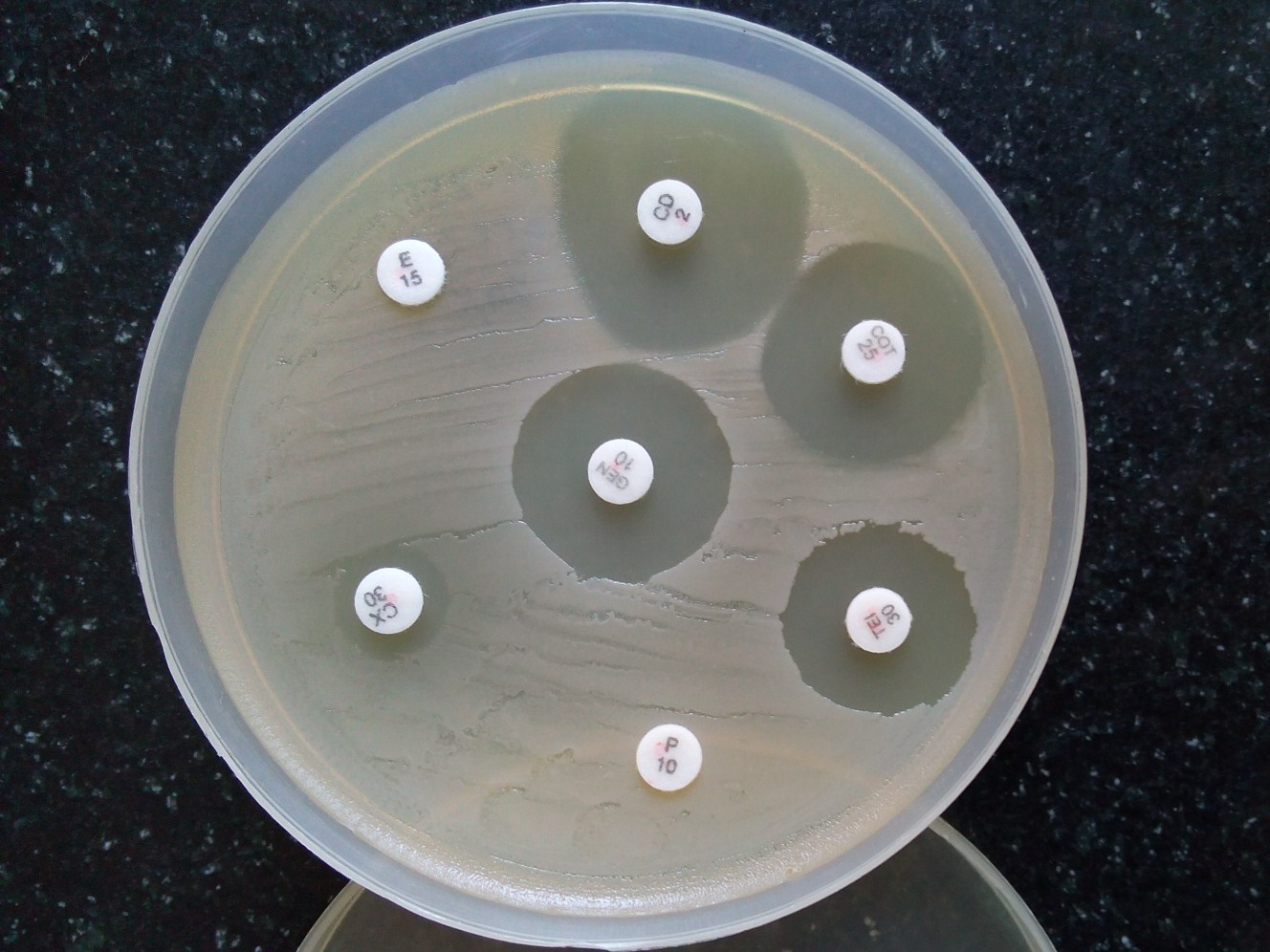
الاختبار D

من الشَّائع تنفيذ «الاختبار-D» لتحديد وجود جُمَيْهِرَةa جراثيم مُقاوِمة للماكروليد من عَدَمِه، وذلك عند اِختبار زَرْع إيجابيّ الغرام للحساسيَّة تجاه كليندامايسين. وهذا الاختبار ضَروريٌّ لأنَّ بعض الجراثيم تُعَبِّر عن نَمَطٍ ظَاهِريٍّ يدعى ملسب(ماكروليد-لينكوزاميد-ستربتوغرامين ب)، بحيث ستُشير اختبارات الحَساسيَّة أنَّ الجراثيم حَسَّاسة تجاه كليندامايسين، لكن تُبدي المِمْراضات في المُخْتَبَر مُقاوَمَة قَابِلة للتَّحريض.
للقيام بالاختبار-D، تُطَعَّم صفيحة الأغار بالجراثيم المُراد فحصها وبوجود قُرصين مُشبَعين بالدَّواء (أحدهما بالإريثروميسين والآخَر بالكليندامايسين) يوضعان على الصَّفيحة بعيدًا عن بعضهما البعض بمسافة 15–20 مم. فإذا كانت مَنطقة التَّثبيط حول قرص الكليندامايسين هي بشكل الحرف الإنجليزيّ «D»، عندها ستكون نتيجة الاختبار إيجابيَّة ممَّا يعني أنَّه لا يجب استعمال كليندامايسين بسبب احتماليَّة وجود مِمراضات مُقاوِمة وحدوث فَشَل للمُعالَجة. أمَّا إذا كان شَكل منطقة التَّثبيط دائِريًّا، فنتيجة الاختبار سَلبيَّة ويُمكن استعمال كليندامايسين.

### الملاريا
الكليندامايسين فَعَّال وجيِّد التَّحمُّل عند إعطاءه مع كلوروكين أو كينين لمعالجة ملاريا المُتَصَوِّرَة المِنْجَلِيَّة؛ التَّوليفة الثَّانية (كليندامايسين مع كينين) مفيدة تحديدًا للأطفال وهي أيضًا العلاج المُختار للحوامِل المُصابات بالعدوى في المناطِق الَّتي تشيع فيها المُقاوَمة ضِدَّ كلوروكين.
لا يجب استعمال كليندامايسين كمُضادٍّ للمَلاريا وحده، ذلك على الرُّغم من أنَّه يبدو فَعَّالًا للغاية لكن تأثيره بطيءٌ، ولقد بُلِّغَ أنَّ جراثيم المُتَصَوِّرَة المِنْجَلِيَّة المَعزولة من الأمازون البيروفيّ أبدَت مُقاوَمة للكليندامايسين كما بَدا من اختبار حَساسيَّة الدَّواء «في المُختَبَر».

### أخرى
يعدُّ كليندامايسين مُفيدًا في عداوى الجِلْد والنَّسيج الرَّخو المُسَبَّبة بواسطة العنقوديَّة الذَّهبيَّة المقاومة للميثيسيلين (معذمم)؛ العديد من هذه السلالات ما تزال حَساسَّة للكليندامايسين، لكن أصبحت مُقاوِمة بازديادٍ في الولايات المتَّحدة امتدادًا من السَّاحل الغربيّ وصولًا للشَّرقيّ.
يستعمل كليندامايسين في حالات الاشتباه بمتلازمة الصَّدمة التَّسمَّميَّة، غالبًا بالمُشارَكة مع عَامِلٍ مُبيدٍ للجراثيم مثل فانكوميسين. الأَساس المَنطِقيُّ لهذا النَّهْج هو التَّآزُر المُفتَرَض بين فانكوميسين الَّذي يسبِّب موت الجراثيم من خلال تحطيم جدارها الخلويّ وبين كليندامايسين الَّذي يعتبر مُثبِّطًا قويًّا لاصطناع الذِّيفان، ولقد أظهرَت الدِّراسات «في المُخْتَبَر» و«في الأحياء» أنَّ الكليندامايسين يُقَلِّل إنتاج ذيفانات العُنْقُوُدِيَّات الخارِجيَّة؛ فقد يُحَرِّض أيضًا تغييرات في البِنية السَّطحيَّة للجرثومة ممَّا يجعلها أكثر حَساسيَّةً لهجمات الجِهاز المَناعِيّ (الطَّهي والبَلْعَمَة).
ثَبت أنَّ الكليندامايسين يُقلل خطر الولادةِ المُبكرة لدى النساءِ المُصابات بالتهاب المِهبل البكتيري خلال فترةِ الحمل المُبكر، كما يُقلل الخطر إلى الثُلث في النساء غير المُعالجات.
يُعتبر مزيج الكليندامايسين مع الكينين العِلاج النموذجي لداء البابسيات الشديد.
يُمكن أيضًا استخدام الكليندامايسين لِعلاج داء المقوسات، وأيضًا مزيجُ الكليندامايسين مع البريماكين فعالٌ في علاجِ ذات الرئة بالمتكيسة الجؤجؤية الخفيف حتى المُتوسط.

## الآثار الجانبية
ترتَبط التفاعلات الدوائية الضارة مع العلاج الجِهازي بالكليندامايسين، حيثُ تحدث في أكثر من 1% من البشر، ومن أكثرها شيوعًا: الإسهال والتهاب القولون الغشائي الكاذب والغثيان والتقيؤ وألم البطن والشد العضلي وقد يَحدث طفح، كما أنَّ الجرعات العالية من الكليندامايسين (سواءً عبر الوريد أم الفم) قد تُسبب طعم معدني، أما التفاعلات الدوائية الضارة المُرتبطة بالعلاج الموضعي بالكليندامايسين تحدُث في 10% من البشر، وتتضمن: جُفاف وحَرق وحِكة وتَفَلِّس أو تقشُر في الجلد (دَهون، محلول)، وحُمامى (رَغوة، دَهون، محلول)، وَتزيُّت (هُلامة، دَهون). من الآثار الجانبية الأُخرى التهاب الجلد التماسي. عند استعمال الكليندامايسين في الحالات المهبلية فإنَّ العدوى الفطرية تُعتبر من الآثار الجانبية الشائعة، حيثُ تحدُث في 10% من البشر.
يُعتبر التهاب القولون الغشائي الكاذب من الآثار الجانبية للكليندامايسين والتي قد تؤدي إلى الوفاة، مع العلم أنه قد يحدث مع مضادات حيوية أخرى. فَرط نمو المطثية العسيرة التي هي أصلًا مُقاوِمة للمُضادات الحيوية، يؤدي إلى إنتاج ذيفان مُسبب آثار جانبية متنوعة، من الإسهال حتى التهاب القولون وتضخم القولون السمي.
يرتبط العلاج بالكليندامايسين نادرًا في أقل من 0.1% من المرضى مع صدمة الحساسية واضطِرابُ الأخلاط والتهاب المفاصل المتعدد واليرقان وارتفاع مستويات إنزيم الكبد وخلل وظيفي كلوي وتوقف القَلب، وقد يؤدي إلى تسمم الكبد.

## موانع الاستعمال
يُمنع استعمال الكليندامايسين في حال وجود فرط تحسس للينكوساميدات أو أي عُنصر مُكون، كما يُمنع الاستعمال في حال وجود أي تاريخ مرضي مِن التهاب الأمعاء المنطقي أو التهاب القولون التقرحي أو التهاب القولون المرافق للمضادات الحيوية.
يُعتَبَر الكليندامايسين آمنًا عمومًا في الحَمْل، حيثُ يُصنف ضمن فئة السلامة B أثناء الحمل، كما أنهُ يخترق المشيمة.

## التآثرات
من المُمكن أن يُطيل الكليندامايسين تَأثير المُحصرات العصبية العضلية مثل السكسينيل كولين والفيكوريوم، وأيضًا ينبغي أن لا يُعطي الكليندامايسين في آنٍ واحدٍ مع الماكروليد والكلورامفينيكول؛ وذلك لتشابُهِه مع آليةِ عملِ هذه الأدوية، حيثُ أنهُ قد يُسبب مناهضةً لها مع احتمالِ حدوثِ مقاومةٍ مُتصالبة.

## الكيمياء

فوسفات الكليندامايسين

الكليندامايسين هو مُشتق مصطنع جزئياً من اللينكوميسين، وهو عبارةٌ عن مُضادٍ حيوي طبيعي يُنتجُ بواسطةِ المتسلسلة اللينكونية الشعاوية، ويُحصل على الكليندامايسين بواسطة تفاعل استبدال، بحيث تحل مجموعة 7(S)-كلورو (Cl) مكان مجموعة 7(R)-هيدروكسيل (OH) في اللينكوميسين. يجرى تفاعل الاستبدال باستخدام كاشف ثلاثي فينيل الفوسفين في وسط من رباعي كلوريد الكربون. يتم اصطناع الكليندامايسين حسب المعادلة التالية:
فوسفات الكليندامايسين هو الإستر الفوسفاتي للكليندامايسين، ويستخدم على شكل دواء أولي للكليندامايسين.

## علم التصنيف
ينتمي الكليندامايسين إلى فئة من المُركبات العضوية تُسمى "البرولين ومشتقاته"، وهي عبارة عن مركبات تحتوي على برولين أو أحد مُشتقاته. يُصنَف الكليندامايسين بأنه ينتمي إلى مملكة المُركبات العضوية، فوق صف الأحماض العضوية ومشتقاتها، صف الأحماض الكربوكسيلية ومشتقاتها، طويئفة الأحماض الأمينية والببتيدات ونظائرها، ومن أَصل البرولين ومشتقاته.

## آلية العمل
يمتلكُ الكليندامايسين بشكلٍ أساسي تأثيرًا صادًا كابحًا للبكتيريا، حيثُ يُثبطُ تخليقَ البروتينِ البكتيري من خلالِ تثبيطِ النقلِ الريبوسومي بنفسِ طريقةِ الماكروليد، ويفعلُ ذلكَ من خلالِ الارتباط مع 50 سفدبيرج حمض نووي ريبوزي ريبوسومي من الوحيدة الريبوسومية البكتيرية الكبيرة، ثم يتداخلُ مع مواقع الارتباط في المضادات الحيوية ماكروليد وبليوروموتيلين وأوكسازوليدينون وغيرها.
حُددت الهياكلُ البلورية السينية للكليندامايسين المُتجهة إلى الريبوسومات (أو الوحيدات الريبوسومية) والمُستمدة مِن الإشريكية القولونية والمكورة الغريبة المقاومة للإشعاع والملحائية القوسية الماريسمورتية، وأيضًا أُعدَ تقريرٌ عن هيكل اللينكوميسين المُتجه إلى الوحيدة الريبوسومية 50 سفدبيرج من المكورة العنقودية الذهبية، حيثُ يُعتبر اللينكوميسين من المضادات الحيوية ذات الارتباط الوَثيق مع الكليندامايسين.

## حركية الدواء

### الامتصاص
عند إعطاء الكليندامايسين فمويًا فإنهُ يُمتص سريعًا، حيثُ يبلغ التركيز الأقصى للدواء في مصل الدم بعد إعطائه فمويًا 2.5 ميكروغرام/مليليتر، ويحتاج الدواء إلى 45 دقيقة للوصول إلى هذا التركيز. يبلغ التوافر الحيوي للكليندامايسين 90%. أما عندَ إعطائِه عضليًا فإنهُ يحتاج إلى 3 ساعات في البالغين وساعة في الأطفال للوصول إلى تركيزهِ الأقصى.
يبلغ التركيز الأقصى للدواء في مصل الدم بعد إعطائه وريديًا من 7 إلى 14 ميكروغرام/مليليتر، أما عند إعطائِه موضعيًا فإنَّ تركيزه في مصل الدم يبقى منخفضًا بين 0 إلى 3 نانوغرام/مليليتر وذلك بعد تكرار العملية أكثرَ من مرةٍ واحدة. مهبليًا يُمتص 5% في حال استعمال كَريم و30% في حال استعمال تحاميل.
لا يخترق الكليندامايسين الحاجز الدموي الدماغي.

### التوزع
يتوزع الكليندامايسين بشكلٍ واسعٍ في الجسم (يتضمن ذلك العظم)، ولا تتواجد مُستويات عالية منه في السائل الدماغي الشوكي، كما أنهُ يَخرج مع حليب الثدي.

### الأيض
يتحول في الكبد بشكلٍ سريع إلى كليندامايسين مُفَعل.

### الإزالة
يبلغ مُتوسط عمر النصف الحيوي للكليندامايسين بين 2.4 إلى 3.2 ساعة، حيثُ يخرج حوالي 10% من النشاط الحيوي في البول (0.2% عند الإعطاء الموضعي) و3.6% في البراز، أما المُتبقية فتخرج على شكل نواتج أيضية خاملة. يزداد عُمر النصف للكليندامايسين قليلًا في حال وجود قصور كلوي أو كبدي.

## التسويق

### التكلفة
يَتوافر الكليندامايسين كدواءٍ جَنيسٍ وبسعرٍ زَهيد، فثمنهُ في الدول النامية يتراوح بين 0.06 و0.12 دولاراً أمريكياً للحَبَّة، أما في الولايات المتحدة فيبلغُ سعرهُ 2.70 دولار أمريكي للجُرعة.

### الأشكال المتاحة
تتضمن مُستحضرات الكليندامايسين المُعدَّة للإعطاء الفموي الكبسولات (تحتوي على هيدروكلوريد الكليندامايسين) والمُعَلَّقات الفموية (تحتوي على هيدروكلوريد بالميتات الكليندامايسين)، مع العلم أنهُ من غير المُفضل إعطاء المُعَلَّقات الفموية للأطفال؛ بسبب طعمها الكِريه للغاية ورائِحتها السيئة. يتوافر الكليندامايسين أيضًا على شكل كريم مهبلي وعلى شكل بييضةٍ مهبلية، حيثُ تستخدمُ هذه الأشكال لعلاجِ التهاب المهبل البكتيري، كما يتواجدُ الكليندامايسين على شكل هلام للاستعمال المَوضعي، ويُوجد على شكل رغوةٍ (تحتوي على فوسفات الكليندامايسين) وعلى شكلِ محلولٍ إثيلي (يحتوي على هيدروكلوريد الكليندامايسين) ويُستخدمُ بشكلٍ أساسي كوصفةٍ طبيةٍ لعلاجِ حب الشباب.
سُوقت العديدُ من علاجاتِ حب الشباب المُحتوية على كليندامايسين، مثل تركيبات المنتج الوحيد من الكليندامايسين مع بيروكسيد البنزويل، مثلًا يباع تجاريًا تحت اسم بينزاكلين (شركة سانوفي) ودواك (شكل هلامي صُنع بواسطة مختبرات ستيفل) وأكانيا، أما في الولايات المتحدة تتكون التركيبة من كليندامايسين مع تريتينوين، وتباع تحت اسم زيانا. تحتوي التحاميل المهبلية في الهند على تركيبةٍ من الكليندامايسين مع الكلوتريمازول، والتي صنعها مركز أوليف للرعاية الصحية حيث تباع تحت اسم كلينسوب، أما في مصر فإنَّ الكريم المهبلي يحتوي على كليندامايسين، وقد صنعته مجموعة بيوفارم ويباع تحت اسم فاجيكليند ويُوصف لحالات التهاب المهبل.
يتوافر الكليندامايسين كدواء جنيس، حيثُ يتوافر للاستعمال الجهازي (عبر الفم أو الوريد) أو للاستعمالِ الموضعي.

## الاستعمالات البيطرية
الاستعمالاتُ البيطرية للكينداميسين مُشابهةٌ تقريبًا لاستعمالاتِه البشرية، والتي تتضمنُ علاجَ التهاب العظم والنقي وإصابات الجلد وداء المقوسات، حيث يعتبر الكليندامايسين الدواء المُفضل لعلاج الكلاب والقطط من هذه الحالة. يَندر أن يُسبب داء المقوسات أعراض مرضية في القطط ولكنهُ يُظهر هذه الأعراض في القطط والقطيطات منقوصة المناعة.

## وصلات خارجية
- معلومات حول الكليندامايسين من موقع ليكسي-كومب، حيثُ يتضمن معلومات الجرعات وقائمة شاملة للأسماء التجارية الدولية.